# Бонне, Вильям
Вильям Бонне (фр. William Bonnet; род. 25 июня 1982, Сен-Дульшар, Франция) — французский профессиональный шоссейный велогонщик, выступающий за команду Groupama-FDJ.

## Достижения
2000
- 2-й на Чемпионате мира по трековым велогонкам среди юниоров в командной гонке преследования

2004
- 1-й - Paris - Mantes

2005
- 1-й на этапе 1 Париж - Коррез

2006
- 3-й - Гран-при Валлонии

2008
- 1-й - Гран-при Соммы (Grand Prix de la Somme)
- 1-й - GP d'Isbergues

2010
- 1-й на этапе 2 Париж — Ницца 2010

2016
- 8-й на Чемпионате мира по шоссейному велоспорту — групповая гонка

## Статистика выступлений наГранд Турах
| Гранд Тур | 2006 | 2007 | 2008 | 2009 | 2010 | 2011 | 2012 | 2013 | 2014 | 2015 | 2016 | 2017 |
| --------- | ---- | ---- | ---- | ---- | ---- | ---- | ---- | ---- | ---- | ---- | ---- | ---- |
| Джиро     | 111  | -    | -    | -    | сход | -    | сход | -    | -    | -    | -    | сход |
| Тур       | -    | 109  | 102  | 128  | -    | сход | -    | сход | 158  | сход | 127  |      |
| Вуэльта   | -    | -    | -    | 109  | 111  | -    | 152  | -    | -    | -    | -    |      |